# Tetraidrocolumbammina 2-O-metiltransferasi
La tetraidrocolumbammina 2-O-metiltransferasi è un enzima appartenente alla classe delle transferasi, che catalizza la seguente reazione:
S-adenosil-L-metionina + 5,8,13,13a-tetraidrocolumbamina ⇄ S-adenosil-L-omocisteina + tetraidropalmatina
L'enzima è coinvolto nella biosintesi degli alcaloidi di berberina.